# 龙湾古戏台
龙湾古戏台，位于中国广东省湛江市廉江市龙湾中心小学，为湛江市廉江市的一个市级文物保护单位，类型为古建筑，公布时间为1994年4月17日。
龙湾古戏台的历史年代为清代。